# O Casamento
Pour plus de détails, voir Fiche technique et Distribution.
O Casamento est un film brésilien réalisé par Arnaldo Jabor, sorti en 1976. C'est l'adaptation du roman du même nom de Nelson Rodrigues écrit en 1966.

## Synopsis
Sabino, un riche industriel, nourrit des désirs incestueux envers sa fille Glorinha qui va se marier dans les mois qui viennent. Il apprend du docteur Camarinha que son futur gendre est homosexuel.

## Fiche technique
- Titre français : O Casamento
- Réalisation : Arnaldo Jabor
- Scénario : Arnaldo Jabor d'après Nelson Rodrigues
- Pays d'origine : Brésil
- Format : Couleurs - 35 mm - Mono
- Genre : drame
- Date de sortie : 1976

## Distribution
- Paulo Porto : Sabino
- Adriana Prieto : Glorinha
- Camila Amado : Noêmia
- Nelson Dantas : Xavier
- Érico Vidal : Antônio Carlos
- Fregolente : docteur Camarinha
- Mara Rúbia : Eudóxia
- Carlos Kroeber : père Bernardo
- André Valli : Zé Honório
- Cidinha Millan : Maria Inês